# 充古乡
充古乡，是中华人民共和国四川省甘孜藏族自治州炉霍县下辖的一个乡镇级行政单位。

## 行政区划
充古乡下辖以下地区：
充古村、卡沙村、德依村、阿都村、进达村、扎日村、马交村、卓若村、青卡村、各汝村和章曲村。